# (11871) Norge
(11871) Norge est un astéroïde de la ceinture principale.

## Description
(11871) Norge est un astéroïde de la ceinture principale. Il fut découvert le 7 octobre 1989 à La Silla par Eric Walter Elst. Il présente une orbite caractérisée par un demi-grand axe de 2,24 UA, une excentricité de 0,07 et une inclinaison de 5,4° par rapport à l'écliptique.

## Compléments